# Manifestația de la 8 noiembrie 1945
Manifestația de la 8 noiembrie 1945 a fost un eveniment politic anticomunist și pro-monarhist care a avut loc în Piața Palatului din București, cu ocazia aniversării zilei de nume a regelui Mihai al României. Petrecută în timpul guvernării Petru Groza și a grevei regale, manifestația a fost înăbușită în sânge de către regimul comunist, soldându-se cu 11 morți, zeci de răniți și sute de arestări. Conform Institutului de Investigare a Crimelor Comunismului și Memoria Exilului Românesc, evenimentul „a rămas în istoriografia românească drept prima și una dintre cele mai consistente mișcări de protest îndreptate împotriva regimului comunist și, în același timp, în favoarea afirmării atașamentului față de valorile democrației liberale și ale monarhiei”.

## Mărturii
Diplomatul american Roy M. Melbourne, prezent la București la acel moment, a urmărit nemijlocit manifestația și relata:
„Pe la ora 10,45, lumea din fața hotelului a început în mod sincer și spontan să cânte Imnul Național, în vreme ce mulțimea din piață creștea din ce în ce, ca pe o scenă uriașă. 
La ora 11 grupuri mari de tineri purtând steaguri au pătruns în piață dinspre Calea Victoriei pe lângă hotel și în scurt timp s-au contopit cu mulțimea.
La ora 11,20 s-au auzit primele împușcături, persoanele din mulțimea mereu crescândă au început să arunce pietre unii într-alții, iar suporterii Guvernului aflați în camioane, dându-și seama că sunt copleșiți de mulțime, au hotărât, la ordin sau din propria inițiativă, să se retragă.
În timp ce aceste camioane se retrăgeau, la ora 11,25, în fața statuii din piață un camion a fost răsturnat și incendiat. Acesta a fost urmat la scurt timp de un al doilea camion, căruia i s-a dat foc. Atunci, s-au tras focuri de armă, cu puțin înainte de a se vedea venind dinspre Calea Victoriei o mare de steaguri care se apropiau de piață și care — am aflat puțin mai târziu – purtau însemnele Partidului Național Liberal, ai cărui reprezentanți veneau în piață să-l aclame pe Rege. […]
Marea de oameni cu steaguri aclamându-l pe Rege și-a făcut loc lângă statuie. În fruntea procesiunii era purtată o pancartă pe care scria: „Trăiască Majestatea Sa Regele Mihai“. Un informator mi-a spus printre altele că ieri-seară a fost imposibil să se cumpere portrete ale Regelui din magazine, iar oamenii din piață au fost nevoiți să ia tablouri de pe pereții de acasă sau ai magazinelor, ca să aibă cu ce defila.
O persoană din anturajul Partidului Liberal mi-a spus că seara trecută s-au operat multe arestări printre liderii partidelor Național Țărănesc și Național Liberal, care se ocupau cu pregătirea manifestației de astăzi din piață în cinstea Regelui. Unii dintre ei au plecat de acasă pentru a nu fi arestați și a putea participa la manifestația de astăzi din piață, demonstrându-și loialitatea față de Rege.
Pe la ora 11,30 piața arăta ca o mare de oameni masați în fața palatului, un alt mare grup
în fața hotelului și o mare masă de oameni care se întindeau pe jos în Calea Victoriei, cât
vedeam cu ochiul. Grupuri mici de demonstranți circulau prin piață purtând portretele Regelui
și Reginei mamă, iar o mașină de pompieri condusă de soldați sosise în grabă pentru a stinge
focul camioanelor incendiate lângă statuie. […]
Deodată, puțin înainte de prânz, dinspre clădirea Ministerului de Interne s-au tras
puternice rafale de armă.”

## Însemnătate
Aproximativ 1.100 dintre tinerii pro-monarhiști arestați abuziv cu ocazia manifestației au fost ținuți în închisoare cel puțin doi ani, fără ca împotriva lor să se fi formulat vreo acuzație care să poată fi probată legal într-un regim democratic. Amenințarea (nelegală, dar credibilă) asupra vieților lor a fost folosită ca „monedă de schimb” în lovitura de stat de la 30 decembrie 1947, prin care Regele Mihai a fost constrâns, prin amenințare cu arma și șantaj, să semneze un act neconstituțional de abdicare și să plece într-un exil forțat ce a durat 50 de ani. Tot în seara zilei de 30 decembrie 1947, printr-o ședință trucată a Parlamentului, a fost proclamată Republica Populară Română, într-o țară ce se afla sub ocupație militară sovietică. Nici una dintre cele două decizii majore luate în ziua de 30 decembrie 1947 (alungarea Regelui, apoi abolirea Monarhiei, urmată de proclamarea republicii) nu au fost supuse vreodată votului popular, printr-un referendum.
Regele Mihai declara într-un interviu dat în vara anului 2000 la Versoix, referitor la manifestație: „Atunci s-au arătat sentimentele populației față de mine, ceea ce a fost foarte, foarte încurajator. M-am bucurat. În același timp, cred că demonstrația a fost în mod clar anticomunistă. Lumea nu înghițea comunismul. A fost și o bună lecție pentru aliați, au văzut ce dorim, cum se comportă comuniștii. Dar iarăși n-au acționat.”

## Legături externe
- Elsa Anca-Bărbuș despre Manifestația de la 8 Noiembrie: Îl aclamam pe Rege, dar era de fapt un strigăt de solidaritate cu țara Arhivat în 20 noiembrie 2015, la Wayback Machine., inliniedreapta.net, accesat pe 9 noiembrie 2015